# Onquidoridoïdeus
Els onquidoridoïdeus (Onchidoridoidea) són una superfamília de mol·luscs gastròpodes nudibranquis marins.

## Famílies
Les famílies dins de la superfamília Onchidoridoidea es classifiquen segons el llibre Taxonomy of the Gastropoda (Bouchet & Rocroi, 2005) i són les següents:
- Onchidorididae Gray, 1827
- Akiodorididae Millen & Martynov 2005[1]
- Goniodorididae H. Adams & A. Adams, 1854

Sinònims de famílies: 
- Corambidae Bergh, 1871 - fusionada amb Onchidorididae